# نيدرباون-شولم
نيدرباون-شولم (بالإنجليزية: Niderbauen-Chulm)‏ هو أحد جبال سلسلة جبال الألب أوري ويقع في كانتون نيدفالدن/كانتون أوري في سويسرا. يحتل المرتبة رقم 392 في قائمة جبال سويسرا من حيث الارتفاع، إذ يبلغ ارتفاعه حوالي 1923 متر، بينما يبلغ ارتفاع نتوء الجبل 327 متر.